# Lucie Konášová
Lucie Konášová (* 14. dubna 1969 Praha, Československo) je česká filmová a televizní scenáristka.

## Život
Narodila se v Praze v rodině zemědělského inženýra a bulharistky. Absolvovala gymnázium v Praze 2 Botičské ulici a scenáristiku na Filmové akademii múzických umění v Praze. Pracovala také jako novinářka. Provdala se za historika Josefa Konáše, s kterým spolupracuje na historických tématech svých scénářů.

## Filmografie

### Scénář
- Anička s lískovými oříšky (režie: Aleš Horal) (1993)
- Marie Růžička (režie: Aleš Horal) (1994)
- Jabloňová panna (režie: Milan Cieslar) (1999)
- Nevěsta pro Paddyho (režie: Jitka Němcová) (1999)
- Vůně vanilky (režie: Jiří Strach) (2001)
- Dobrá čtvrť (režie: Karel Smyczek) (2005)
- Anděl Páně (režie: Jiří Strach) (2005)
- To horké léto v Marienbadu (režie: Milan Cieslar) (2006)
- Nemocnice na kraji města – nové osudy (režie: Viktor Polesný) (2007)
- O dívce, která šlápla na chléb (režie: Jiří Strach) (2007)
- Operace Silver A (režie: Jiří Strach) (2007)
- Špačkovi v síti času (režie: Karel Smyczek, Martin Dolenský) (2011)
- Sama v čase normálnosti (režie: Viktor Polesný) (2011)
- Nejlepší přítel (režie: Karel Janák) (2017)
- Anatomie zrady (režie: Biser Arichtev) (2020)

### Námět
- Anděl Páně (režie: Jiří Strach) (2005)
- Operace Silver A (režie: Jiří Strach) (2007)